# Belles Heures du Duc de Berry
Belles Heures du Duc de Berry – kodeks iluminowany, powstały w latach 1405-1409, ozdobiony przez Braci Limbourg reprezentujących styl gotyku międzynarodowego.
Kodeks został wykonany dla księcia Jana de Berry; jest wymieniany w inwentarzy książęcym sporządzonym przez Robineta d'Etampe jako unes Belle Heures, tres bien et richement historie. Kodeks składa się z ośmiu cykli ilustrujących teksty zaczerpniętych ze Złotej Legendy Jakuba de Voragine m.in. opisujących żywoty świętych m.in. założyciela kartuzów Brunona Kartuza, Pawła Pustelnika i Antoniego Eremity, historię odnalezienia Krzyża Świętego, cykl psalmów pokutnych z małymi miniaturami o tematyce starotestamentowej, chrystologicznej i hagiograficznej. W rękopisie znajdują się ponadto ilustracje do Wielkiej Litanii.
Iluminacje w kodeksie nawiązują do sztuki lombardzkich dworów Gian Galezza i Filippa Marii Viscontich w Pawii i Mediolanie oraz sieneńskich artystów m.in. Simona Martiniego. przykładem takich wpływów są miniatury Zwiastowania i Drogi Krzyżowej.           ⋅

## Cykle miniatur w kodeksie[3].
- Kalendarz
- Historia świętej Katarzyny
- Modlitwy do Matki Bożej
- Psalmy pokutne
- Wielka Litania
- Godzinki Krzyża
- Godzinki Ducha Świętego
- Siedem radość Marii
- Portret Jean de Berry
- Siedem Modlitw do Męki Pańskiej
- Portret Jean de Boulogne
- Modlitwa do krzyża
- Historia Bruna
- Oficjum Śmierci
- Oficjum Pasji
- Wybór Świętych
- Historia Herakliusza
- Opowieść o św Jerome
- Opowieść o św Antonim Eremicie i Pawle Pustelniku
- Msze
- Opowieść o św Janie Chrzcicielu
- Opowieść o św Piotrze i św Pawle